# Nacionalni parkovi Slovenije
U Sloveniji postoji jedan nacionalni park i dva regionalna parka. Nacionalni je Triglav, a regionalni su Kozjansko i Škocjanske jame. Zanimljivo je da Slovenci daju veliku važnost Triglavu. Nalazi se na slovenskom grbu, a time i na zastavi.

## Vanjske poveznice
- Stranice nacionalnog parka
- O Triglavu[neaktivna poveznica]